# Christine Chauvet
Pour les articles homonymes, voir Chauvet.
Christine Chauvet, née le 19 septembre 1947 à Paris et morte le 16 mai 2023 à Neuilly-sur-Seine, est une femme politique et chef d'entreprise française.

## Biographie
Elle débute dans le groupe Unilever. Publicitaire, elle est ensuite chef d'entreprise dans l'import-export et présidente en 1992 de l'association des Femmes chefs d'entreprise (FCE).
Membre du bureau politique du Parti républicain, elle est alors proche d'Alain Madelin.
Elle exerce les fonctions de secrétaire d'État auprès du ministre de l'Industrie, chargée du Commerce extérieur, dans le premier gouvernement Juppé du 17 mai au 7 novembre 1995.
Elle est présidente du conseil de surveillance de la Compagnie nationale du Rhône de 2003 à 2011. Elle est membre du collège de la Commission de régulation de l'énergie de février 2015 à février 2021.